# Jodi Thippanahalli, Belur
Jodi Thippanahalli là một làng thuộc tehsil Belur, huyện Hassan, bang Karnataka, Ấn Độ.